# چالخاماز
چالخاماز، روستایی در دهستان باروق بخش مرکزی شهرستان باروق در استان آذربایجان غربی ایران است. این روستا، مرکز دهستان باروق است.

## جمعیت
بر پایه سرشماری عمومی نفوس و مسکن در سال ۱۳۹۵، جمعیت این روستا برابر با ۱٬۴۳۱ نفر (۴۵۲ خانوار) بوده است.